# الشعيب (العدين)

تعديل مصدري - تعديل

الشعيب محلة تابعة لقرية المحقري، التابعة لعزلة قداس بمديرية العدين إحدى مديريات محافظة إب في الجمهورية اليمنية.، بلغ تعداد سكانها 99 حسب تعداد اليمن لعام 2004.